# Spermacoce tenuior
Spermacoce tenuior är en måreväxtart som beskrevs av Carl von Linné. Spermacoce tenuior ingår i släktet Spermacoce och familjen måreväxter. Inga underarter finns listade i Catalogue of Life.